# Kresna
Kresna (en búlgaro: Крѐсна) es una ciudad de Bulgaria, capital del municipio homónimo en la provincia de Blagóevgrad.

## Geografía
Se encuentra a una altitud de 168 m s. n. m. a 142 km de la capital nacional, Sofía.

## Demografía
Según estimación 2012 contaba con una población de 3 515 habitantes.
|         | 2004  | 2005  | 2006  | 2007  | 2008  | 2009  | 2010  |
| Mujeres | 1 835 | 1 819 | 1 798 | 1 777 | 1 774 | 1 753 | 1 720 |
| Varones | 1 828 | 1 794 | 1 773 | 1 760 | 1 752 | 1 732 | 1 708 |
| Total   | 3 663 | 3 613 | 3 571 | 3 537 | 3 526 | 3 485 | 3 428 |